# Punta Tuzla
La punta Tuzla (del ruso: Коса Ту́зла) es un cordón litoral situado en la parte meridional de la orilla oriental del estrecho de Kerch, que separa el mar Negro del mar de Azov, de sur a norte, y el krai de Krasnodar en Rusia (país al que pertenece la punta), del península de Crimea de jure en Ucrania, de este a oeste, y en el extremo occidental de la península de Tamán. Comienza en el cabo Tuzla y el lago salado homónimo y se alarga en dirección a Kerch.
La isla Tuzla, es un territorio en disputa entre Rusia y Ucrania, situado 1.2 km al nordeste, era parte del cordón litoral. La bahía de Tamán, bordeada por la punta Tuzla y la punta Chushka era un lugar muy favorable para la pesca. En 1925, la excavación de un canal por los pescadores para facilitar el paso de sus embarcaciones desde la bahía al mar Negro y la acometida de una fuerte tormenta ese mismo año, separó físicamente la punta de la isla, creando además una pequeña isla al 290 m nordeste de la punta. En 2003 el gobierno ruso inició la construcción de un dique para evitar la erosión de las olas sobre la costa, lo que provocó el reavivamiento de la disputa. En marzo de 2014, la península fue anexada a Rusia, lo cual no es reconocido por Ucrania ni la gran parte de la comunidad internacional.
En el mismo año, Rusia comenzó a construir un puente sobre el estrecho de Kerch, el cual inauguró en 2018, hecho que provocó rechazo por parte de la Unión Europea, el puente pasa tanto por la isla Tuzla como por la punta.